# Cosmia cinetes
Cosmia cinetes är en fjärilsart som beskrevs av Dyar 1918. Cosmia cinetes ingår i släktet Cosmia och familjen nattflyn. Inga underarter finns listade i Catalogue of Life.